# Maison Lecreulx
La Maison Lecreulx est un édifice situé dans la ville de Nancy, dans la Meurthe-et-Moselle en région Grand Est.

## Histoire
L'immeuble est situé au no 6 de la rue Lyautey à Nancy.
François-Michel Lecreulx est un ingénieur de talent qui édifia, entre autres, l'église de Badonviller et le pont de Frouard. Il projeta de transformer et d'embellir des quartiers de Nancy. Lecreulx habita au no 16, place de la Carrière puis au no 6, rue Lyautey. Une rue de Nancy porte son nom.
La façade avec porte cochère et balcon, et les toitures de l'immeuble ont une inscription au titre des monuments historiques par arrêté du 27 juin 1944.